# El dependiente (película de 1969)
El dependiente es una película argentina dramática de 1969 dirigida por Leonardo Favio sobre su propio guion en colaboración con Roberto Irigoyen y Jorge Zuhair Jury, y basada en el cuento homónimo de este último. Está protagonizada por Walter Vidarte, Graciela Borges, Fernando Iglesias ("Tacholas") y Nora Cullen. Fue filmada en blanco y negro y se estrenó el 1 de enero de 1969.
La película incluye música de Johann Sebastian Bach, Francisco Canaro y Juan de Dios Filiberto, interpretada por Yako Zeller y su orquesta.
En una encuesta de las 100 mejores películas del cine argentino llevada a cabo por el Museo del Cine Pablo Ducrós Hicken en el año 2000, la película alcanzó el puesto 14. En una nueva versión de la encuesta organizada en 2022 por las revistas especializadas La vida útil, Taipei y La tierra quema, presentada en el Festival Internacional de Cine de Mar del Plata, la película alcanzó el puesto 4.
En julio de 2022 fue declarada Bien de Interés Artístico Nacional por el gobierno argentino para garantizar la conservación del soporte material (negativos, positivos y negativos de sonido) ya que, junto con otras películas de Favio, son consideradas un «testimonio de la producción cinematográfica nacional».

## Sinopsis
En un pequeño pueblo, Fernández, el protagonista, está empleado en el negocio de venta de artículos de ferretería de propiedad de Don Vila, y sueña lo que sería cuando su patrón muera, pues no olvida que una vez le prometió, al pasar, que algún día el negocio sería suyo. A partir de aquel momento Fernández, que está enamorado de la señorita Plasini (personificada por Graciela Borges), solo espera que ese día llegue. Mientras Fernández alterna el mundo masculino de la ferretería con el femenino de la casa de los Plasini, en la que solo viven la madre, la hija y un hijo tonto, pues el padre ha muerto. Las mujeres por su parte poseen en igual proporción ganas de salir y de quedarse, temor a quedarse y temor al exterior.

## Reparto
Participaron del filme los siguientes intérpretes:
- Walter Vidarte como Fernández
- Graciela Borges como señorita Plasini
- Fernando Tacholas Iglesias como Don Vila
- Nora Cullen como señora Plasini
- Martín Andrade como Estanislao
- José E. Felicetti como Fernández niño.
- Linda Peretz
- Leonardo Favio como Voz en off
- Edgardo Suárez como Voz en off

## Críticas
Para Manrupe y Portela, en esta película Favio, con una historia mínima, describe el mundo de seres aún más pequeños y la apatía pueblerina. Ascética, un título de prestigio para su autor, con buenas actuaciones, y una Graciela Borges desconocida.
La crónica de la revista Gente expresó: "Un cine raro (...) realismo mágico de un mundo ingenuo con una anécdota brutalmente simple, pero de una audacia increíble en el tratamiento del montaje y en la dirección de actores".
Por su parte en el diario La Prensa el crítico de cine escribió: "En este film extraño y fascinante (...) Favio define con claridad mucho mayor que en sus obras anteriores los resortes esenciales de su arte (...) logra imponer con notable equilibrio y soltura su mundo poético (... ) El film impresiona sobre todo por una cierta poética de la inmovilidad, la descripción de una forma de vida extrañamente suspendida y congelada en la que hacen irrupción la locura, lo grotesco y lo siniestro.”